# Vuelta a Andalucía 1992
La Vuelta a Andalucía 1992, trentottesima edizione della corsa ciclistica, si svolse dal 4 al 9 febbraio 1992 su un percorso di 804 km ripartiti in 6 tappe. Fu vinta dallo spagnolo Miguel Ángel Martínez della ONCE davanti ai suoi connazionali Jesús Montoya e Herminio Díaz Zabala. Martínez, che era giunto secondo nell'edizione del 1990, conquistò il primato in classifica al termine della cronometro a squadre iniziale e lo mantenne per tutta la durata della corsa.

## Tappe
| Tappa  | Data       | Percorso                                                            | km   | Vincitore di tappa | Leader cl. generale   |
| ------ | ---------- | ------------------------------------------------------------------- | ---- | ------------------ | --------------------- |
| 1ª     | 4 febbraio | Chiclana de la Frontera > Chiclana de la Frontera (cron. a squadre) | 15.5 | ONCE               | Miguel Ángel Martínez |
| 2ª     | 5 febbraio | Tarifa > Torremolinos                                               | 160  | Wilfried Nelissen  | Miguel Ángel Martínez |
| 3ª     | 6 febbraio | Benalmádena > Motril                                                | 196  | Maurizio Fondriest | Miguel Ángel Martínez |
| 4ª     | 7 febbraio | Almuñécar > Almera                                                  | 172  | Jesús Montoya      | Miguel Ángel Martínez |
| 5ª     | 8 febbraio | Guadix > Jaén                                                       | 140  | Johan Museeuw      | Miguel Ángel Martínez |
| 6ª     | 9 febbraio | Santa Fe > Granada                                                  | 121  | Hendrik Redant     | Miguel Ángel Martínez |
| Totale | Totale     | Totale                                                              | 804  |                    |                       |

## Dettagli delle tappe

### 1ª tappa
- 4 febbraio: Chiclana de la Frontera > Chiclana de la Frontera (cron. a squadre) – 15,5 km

| Pos. | Squadra             | Tempo  |
| ---- | ------------------- | ------ |
| 1    | ONCE                | 17'47" |
| 2    | Seur                | a 4"   |
| 3    | Panasonic-Sportlife | a 8"   |

| Pos. | Corridore             | Squadra | Tempo |
| ---- | --------------------- | ------- | ----- |
| 1    | Miguel Ángel Martínez | ONCE    |       |

### 2ª tappa
- 5 febbraio: Tarifa > Torremolinos – 160 km

| Pos. | Corridore           | Squadra   | Tempo    |
| ---- | ------------------- | --------- | -------- |
| 1    | Wilfried Nelissen   | Panasonic | 4h31'26" |
| 2    | Johnny Dauwe        | Collstrop | s.t.     |
| 3    | Gianvito Martinelli | Lampre    | s.t.     |

| Pos. | Corridore             | Squadra | Tempo |
| ---- | --------------------- | ------- | ----- |
| 1    | Miguel Ángel Martínez | ONCE    |       |

### 3ª tappa
- 6 febbraio: Benalmádena > Motril – 196 km

| Pos. | Corridore          | Squadra   | Tempo    |
| ---- | ------------------ | --------- | -------- |
| 1    | Maurizio Fondriest | Panasonic | 5h25'21" |
| 2    | Scott Sunderland   | TVM-Sanyo | s.t.     |
| 3    | Bo Hamburger       | TVM-Sanyo | s.t.     |

| Pos. | Corridore             | Squadra | Tempo |
| ---- | --------------------- | ------- | ----- |
| 1    | Miguel Ángel Martínez | ONCE    |       |

### 4ª tappa
- 7 febbraio: Almuñécar > Almería – 172 km

| Pos. | Corridore             | Squadra   | Tempo    |
| ---- | --------------------- | --------- | -------- |
| 1    | Jesús Montoya         | Amaya     | 4h40'35" |
| 2    | Miguel Ángel Martínez | ONCE      | s.t.     |
| 3    | Jesper Skibby         | TVM-Sanyo | a 1'36"  |

| Pos. | Corridore             | Squadra | Tempo |
| ---- | --------------------- | ------- | ----- |
| 1    | Miguel Ángel Martínez | ONCE    |       |

### 5ª tappa
- 8 febbraio: Guadix > Jaén – 140 km

| Pos. | Corridore          | Squadra        | Tempo    |
| ---- | ------------------ | -------------- | -------- |
| 1    | Johan Museeuw      | Lotto          | 3h14'59" |
| 2    | Maurizio Fondriest | Panasonic      | s.t.     |
| 3    | Casimiro Moreda    | Puertas Mavisa | s.t.     |

| Pos. | Corridore             | Squadra | Tempo |
| ---- | --------------------- | ------- | ----- |
| 1    | Miguel Ángel Martínez | ONCE    |       |

### 6ª tappa
- 9 febbraio: Santa Fe > Granada – 121 km

| Pos. | Corridore      | Squadra   | Tempo    |
| ---- | -------------- | --------- | -------- |
| 1    | Hendrik Redant | Lotto     | 3h06'23" |
| 2    | Jesús Montoya  | Amaya     | a 24"    |
| 3    | Rob Harmeling  | TVM-Sanyo | s.t.     |

| Pos. | Corridore             | Squadra | Tempo     |
| ---- | --------------------- | ------- | --------- |
| 1    | Miguel Ángel Martínez | ONCE    | 21h17'30" |
| 2    | Jesús Montoya         | Amaya   | a 24"     |
| 3    | Herminio Díaz Zabala  | ONCE    | a 1'28"   |

## Classifiche finali

### Classifica generale
| Pos. | Corridore               | Squadra             | Tempo     |
| ---- | ----------------------- | ------------------- | --------- |
| 1    | Miguel Ángel Martínez   | ONCE                | 21h17'30" |
| 2    | Jesús Montoya           | Amaya               | a 24"     |
| 3    | Herminio Díaz Zabala    | ONCE                | a 1'28"   |
| 4    | Viatcheslav Ekimov      | Panasonic-Sportlife | a 1'36"   |
| 5    | Neil Stephens           | ONCE                | s.t.      |
| 6    | Anselmo Fuerte Abelenda | ONCE                | s.t.      |
| 7    | Jesús Blanco Villar     | Seur                | a 1'40"   |
| 8    | Peter Hilse             | Seur                | s.t.      |
| 9    | Scott Sunderland        | TVM-Sanyo           | s.t.      |
| 10   | Bo Hamburger            | TVM-Sanyo           | s.t.      |